# اسوالد هسلریدر
اسوالد هسلریدر (انگلیسی: Oswald Haselrieder؛ زادهٔ ۲۲ اوت ۱۹۷۱) لژسوار اهل ایتالیا است.